# Finkenberg (Berg bei Trebbin)
Der Finkenberg ist eine 54 m ü. NHN hohe Erhebung bei Finkenberg, einem Wohnplatz der Stadt Trebbin im Landkreis Teltow-Fläming im Land Brandenburg.
Die Erhebung liegt südwestlich des Stadtzentrums und dort östlich der Kreisstraße 7220, die als Ahrensdorfer Straße aus dem Stadtzentrum durch den Trebbiner Ortsteil Löwendorf nach Ahrensdorf, einem Ortsteil der Gemeinde Nuthe-Urstromtal, führt. Südlich grenzt der gleichnamige Wohnplatz an. Rund 340 m weiter östlich beginnt der Mühlengraben, der in die Nuthe entwässert. Etwa zwei Kilometer weiter nordwestlich befindet sich der Löwendorfer Berg, rund 860 m südwestlich der 65,7 m hohe Kallinberg.